# École Niedermeyer

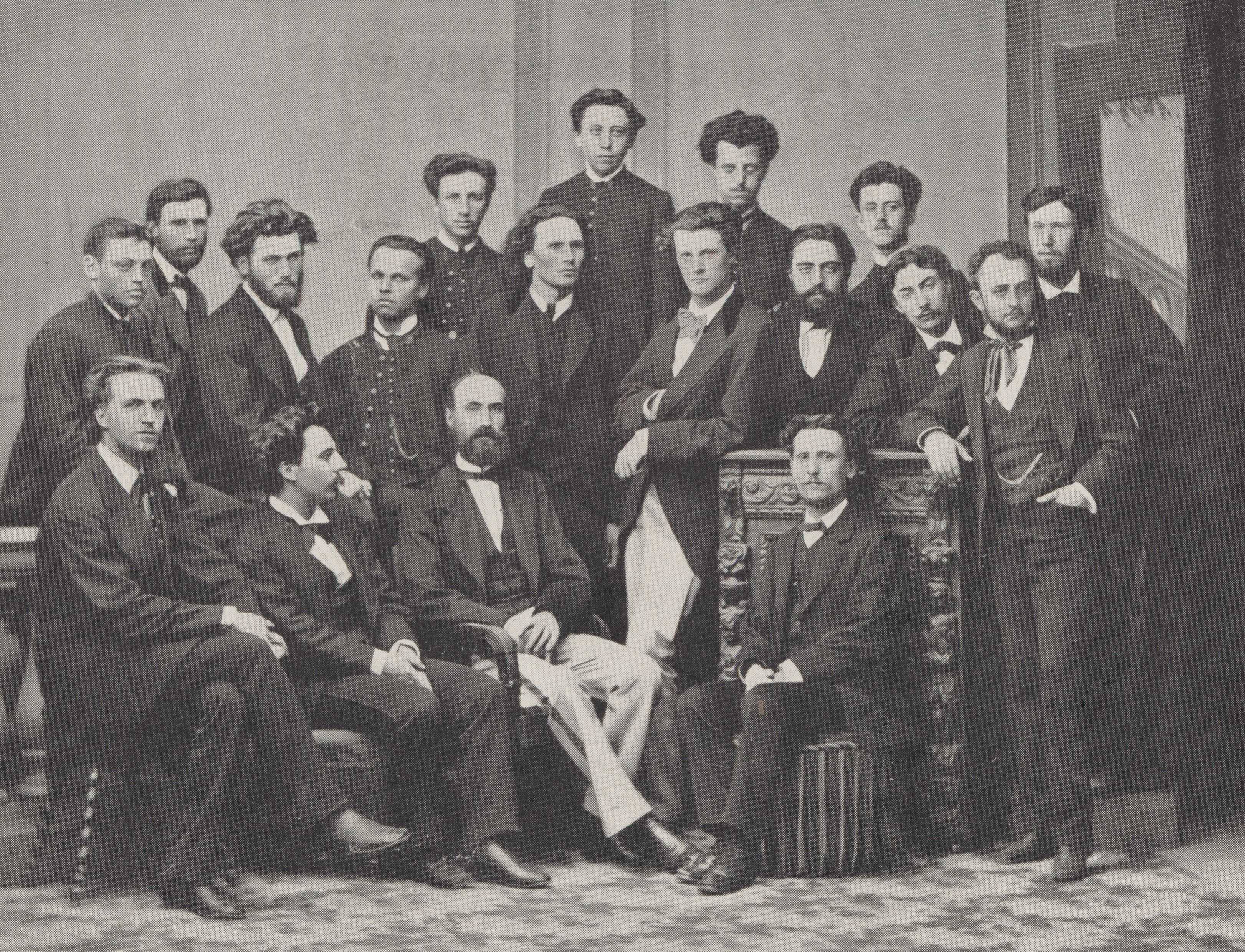
Grupo de profesores y alumnos de la escuela Niedermeyer, con, entre otros, Gabriel Fauré, Gustave Lefèvre, Eugène Gigout, André Messager, hacia 1871.

La École Niedermeyer es una antigua escuela de música, fundada en 1853 por Louis Niedermeyer en París, Francia, y disuelta a principios del siglo XX (hacia 1912).

## Historia
La Escuela fue fundada por Louis Niedermeyer (1802-1861), compositor y profesor de origen suizo, naturalizado francés, antiguo alumno de Moscheles y Förster en Viena. Contó con el apoyo de Napoleón III, y siguió en la línea del Real Instituto de Música Religiosa (inaugurado en 1818), que propulsó Alexandre-Étienne Choron, un apóstol de la restauración del canto coral eclesiástico, y el primer músico en interpretar composiciones de Palestrina y Bach en Francia.
Su objetivo era oponerse a la invasión del arte mundano en el ámbito sagrado, y establecer una clara separación entre religión y arte profano. Así, el propósito de la escuela, subvencionada por el estado, era ofrecer enseñanza a los futuros profesionales de la iglesia, contemplando la música religiosa en todos sus aspectos: canto gregoriano, piano, órgano, acompañamiento, escritura e historia de la música.
Tras la aprobación del ministro Fortoul, un decreto del 24 de agosto de 1853 estableció la creación de la Escuela Niedermeyer. La prensa se mostró favorable a este acontecimiento: “La tan deseada resurrección de las antiguas maestrías con una ventaja añadida, la de la centralización y en consecuencia uniformidad de la doctrina de la enseñanza. Tantas cosas buenas en una".
El fundador añadió a su organización una revista, La Maîtrise, cuyo editor jefe era el musicógrafo Joseph d'Ortigue (1802-1866), deseoso de propagar las ideas de su socio.
La escuela abrió sus puertas en octubre de 1853 en el número 10 de la rue Neuve-Fontaine, actualmente denominada rue Fromentin, en París, y funcionó como un internado regido por una austera disciplina. Los alumnos disponían de una quincena de pianos, un órgano de 12 pasos y un piano de pedal. El propio Niedermeyer y, más tarde, Camille Saint-Saëns enseñaron piano; Clément Loret, órgano; Pierre-Louis Dietsch, armonía y composición. Tres veces por semana, los alumnos cantaban polifonías de los siglos XV y XVI. Niedermeyer aplicó un método eficaz del que Wilhem, fundador de Orphéon, fue uno de los promotores: La enseñanza mutua, en la cual los alumnos más avanzados se hacían cargo de la educación de los más jóvenes, permitiendo así iniciarlos en la pedagogía.
Tras la muerte de Niedermeyer, la escuela fue dirigida por su hijo desde 1861 a 1865, y luego por su yerno, Gustave Lefèvre, cuyo trabajo como teórico fue decisivo para los alumnos. Él escribió también un tratado sobre la armonía, y creó la Sociedad de Conciertos de la Escuela de Música Religiosa (1872), que funcionó hasta 1884. De esa forma, continuó con la tradición instaurada unos treinta años antes por un melómano llamado Napoléon Joseph Ney, príncipe de Moscú e hijo del mariscal Ney, como director de la sociedad de conciertos de música vocal clásica. Después de Lefèvre, siguió siendo dirigida por su yerno, Heurtel, codirector con Albert Périlhou.
La escuela cambió su nombre en 1880 para convertirse en la Escuela de Música Clásica, y no volvió a llamarse Escuela Niedermeyer hasta principios de siglo. En 1869, fue trasladada - pasaje 10 del Elysée des Beaux Arts - no lejos de la plaza Pigalle, y en 1896 se instaló en la villa de Auteuil, 9 bulevar de Auteuil (XVI Distrito de París).
La escuela puede enorgullecerse de haber formado a músicos como Gabriel Fauré, Camille Saint-Saëns, Eugène Gigout, Alexandre Georges, André Messager, Henry Expert, Henri Letocart, Nicolas-Joseph Wackenthaler y Gustave Lefèvre.
El nombre de Niedermeyer permanece unido al de su escuela, que se esforzaba por restaurar el arte sacro de calidad bajo el patrocinio de los maestros clásicos. La Schola Cantorum, creada el 6 de junio de 1894, le dio cierta competencia.